# Jindra Jarošová
Jaroslava, známá spíše jako Jindra Jarošová (* 15. února 1948 Praha) je česká rozhlasová redaktorka, autorka rozhlasových her a dokumentů, publicistka a spisovatelka.

## Život
Filozofickou fakultu UK, kde studovala obory historie a český jazyk, absolvovala v roce 1971, poté roku 1974 získala doktorský titul.
Pracovní kariéru zahájila jako historička v Národním památníku Terezín, kde se soustředila zejména na odboj lékařů v druhé světové válce. Toto zaměření ji po sedmi letech otevřelo cestu do Zdravotnických novin, kde se věnovala jak dějinám medicíny, tak i aktuálním problémům osob s různým zdravotnickým postižením.
V roce 1980 napsala rozhlasovou hru Snílek (1981) o životních osudech nositele první Nobelovy ceny míru Henryho Dunanta, zakladatele Červeného kříže. Při natáčení hry se tak dostala poprvé do Československého rozhlasu. Krátce nato přijala nabídku rozhlasového vysílání pro hlavní město Prahu a 1. ledna 1982 tam nastoupila na místo kulturní redaktorky.
Pracovní poměr v Českém rozhlase ukončila v roce 2008. Pro rozhlas pracovala však dál jako externistka v redakci slovesného vysílání Českého rozhlasu 2 – Praha. Mikrofon ale trvale neopustila – působila ve Sjednocené organizaci nevidomých a slabozrakých v Praze jako redaktorka zvukového časopisu pro nevidomé čtenáře.
Věnovala se především kulturní, sociální a historické problematice, vytvořila nový pořad pro nevidomé spoluobčany Doteky, který byl vysílán do roku 2005 a byl na dlouho jediným pořadem s tímto zaměřením pro nevidomé občany ve východní Evropě. Byl zaměřen na každodenní život nevidomých, na jejich potřeby, ale i na sportovní úspěchy nevidomých, jejich uměleckou tvorbu, rodinný život apod.
Od srpna 1991 pracovala v Hlavní redakci vzdělávání Českého rozhlasu, v redakci Vysílání pro ženy. Dokumentární činnosti se věnovala v programových řadách Malá encyklopedie souvislostí, Velké osudy, Váš příběh, Odysea. Převážně historická témata pak zpracovávala v hodinových pořadech, kde vystupovali naši přední historici a archeologové.
Samostatnou kapitolu v této řadě tvoří pořady ze dvou reportážních cest po Egyptě, v nichž posluchače seznamovala s prací českých archeologů i se životem ve starověkém Egyptě.
Další cesta ji přivedla do americké Arizony, kde vytvořila řada dokumentů o Zdeněku Salzmannovi, který přijel do USA jako student v roce 1946 a stal se později odborníkem na problematiku severoamerických Indiánů. Mimořádný přehled o dávné i nedávné historii prokazovala nejen v knižních publikacích, ale i v desítkách rozhlasových pořadů. Některé z nich se staly dokumenty s významnou výpovědí o osobnostech a jejich díle.

## Meteor
V letech 2006–2008 byla redaktorkou pořadu Meteor a pokračovala v tvorbě, která ji byla zvlášť blízká, jako byl seriál o Češích, kteří se v minulých staletích pokoušeli objevovat starověký i současný Egypt – například Martin Kabátník v Egyptě (2008), Jan Neruda v Egyptě (2008) a v řadě dalších pořadů. I zde byly její dokumentární pořady charakteristické profesionalitou a hlubokou znalostí problematiky.

## Literární činnost
- Via Lucis (životní příběh hluchoslepé Helen Kellerové, která dokázala zvítězit nad nepřízní osudu), nakladatelství FOKUS, Praha 1991.
- Svatí kacíři aneb reportáž nejen z Velké Moravy, Radioservis 2000.
- Knihy svěcenců obnoveného pražského arcibiskupství z 2. poloviny 16. století, Národní muzeum, Orbis 1976.

## Ceny a ocenění
- Cena Miroslava Ivanova (Klub autorů literatury faktu) v roce 2001, za knihu Svatí kacíři.
- Čestná medaile Vojtěcha Náprstka, Akademie věd ČR, 2009, za zásluhy o popularizaci vědy.
- Učená společnost České republiky ji udělila Čestné uznání za vynikající popularizaci vědy (2014).